# Старски и Хач (филм)
Старски и Хач (енгл. Starsky & Hutch) је америчка акциона криминалистичка филмска комедија из 2004. у режији Тода Филипса. У филму играју Бен Стилер као Дејвид Старски и Овен Вилсон као Кен „Хач“ Хачинсон и представља филмску адаптацију истоимене оригиналне телевизијске серије из 1970-их.

## Радња
Радња се одвија 1970-их. Шеф полиције одлучује да од два несрећна полицајца направи партнере.
Детектив Дејвид Старски је најискуснији тајни агент на улицама Беј Ситија (измишљеног града по узору на Сан Франциско) у Калифорнији. Он је манично одан послу и ниједан злочин неће остати некажњен док је на дужности, а код њега то никада не престаје. Разлог за такву марљивост је наследство и комплекс од своје мајке. Чињеница је да је његова мајка била легенда градске полиције. Старски је веома оштар возач, вози набуџени аутомобил Форд Гранд Торино.
Син мора да се потруди да докаже да може постати супер полицајац, радећи другачије од ње. А један од рецепата за њен успех био је стални партнер. А сада Дејвид мења партнере као рукавице. Са друге стране детектив Кен „Хач” Хачинсон има своје мишљење о идеалном полицајцу. Све хвата у ходу, брз је и доноси муњевите одлуке, али често таква журба доводи до неуспеха операција.
Забринути шеф локалне полиције капетан Доби коначно доноси Соломонску одлуку: да уједини два најбоља, али несрећна полицајца у тим и пусти их да патролирају градом. Од првог дана заједничке службе успевају да стигну на траг велике операције са дрогом. Све указује на богатог бизнисмена Риса Фелдмана, али до сада није подигнута оптужница.
Фелдман је, у међувремену, близу затварања најуноснијег посла у историји пословања са дрогом.